# Joseph Maister
Joseph Maister, Maister József (Graz, 1714. november 6. – Graz, 1794. szeptember 18.) bölcseleti és teológiai doktor, Jézus-társasági áldozópap és tanár. 

## Élete
Miután 1729. október 14-én a rendbe lépett Anton (1715-1775) és Georg (1717-1795) nevű testvéreivel együtt. Bécsben végezte a bölcseletet és 1744-47-ben Nagyszombatban a teológiát, majd bölcseleti és teológiai doktorrá avatták. Azután Grazban teológiai tanár volt egy évig, Linzben kettőig, Bécsben a Szentírás magyarázatát adta elő egy évig, ugyanazt Grazban ötig és 1762-től a szerzet eltörléseig (1773) ugyanott tanította a dogmatikát. Későbbi éveit is a papi hivatásnak szentelte. 

## Munkája
- Heroes Hungariae. (S. Stephanus, Joan. Huniades, Franc. Batthány Illyr. Banus, Thomas Nadasdy Palatinus, Simon Forgách, Nicol. Pálffy, Thom. Erdődy, Nicol. Eszterházy). Tyrnaviae, 1743. (Névtelenül.)

Sommervogel még tizenkét munkáját sorolja fel, melyek mind külföldön jelentek meg.